# Derna (Romania)
Derna è un comune della Romania di 2 812 abitanti, ubicato nel distretto di Bihor, nella regione storica della Transilvania.
Il comune è formato dall'unione di più villaggi: Derna, Dernisoara, Sacalasău Nou si Vechi, Tria.
Tutti questi villaggi hanno una bella corona di bosco e colline.
Di un certo interesse la chiesa in legno dedicata a San Nicola (Sf. Nicolae), nel villaggio di Sacalasău Nou, del 1721.